# Krusze (stacja kolejowa)
Krusze – węzłowa stacja kolejowa znajdująca się we wsi Krusze, w gminie Klembów, w powiecie wołomińskim, w województwie mazowieckim, w Polsce. 

## Ruch pasażerski[1]
| Rok  | Wymiana pasażerska na dobę |
| ---- | -------------------------- |
| 2017 | 0-9                        |
| 2018 | 0-9                        |
| 2019 | 0-9                        |
| 2020 | 0-9                        |
| 2021 | 0-9                        |
| 2022 | 0-9                        |
| 2023 | 0-9                        |

## Opis stacji

### Peron
Stacja składa się z jednego peronu wyspowego, z dwiema krawędziami peronowymi.
Powierzchnia peronu pokryta asfaltem i płytami chodnikowymi.
Na peronach znajdują się: 
- dwie tablice z nazwą stacji
- rozkład jazdy pociągów
- latarnie oświetleniowe

### Przejazd kolejowo-drogowy
Na zachodniej głowicy peronu, przy wejściu na przystanek, znajduje się przejazd kolejowo-drogowy kategorii A. Jest zabezpieczony rogatkami i obsługiwany przez dróżnika.

### Nastawnia
Za stacją, w kierunku Tłuszcza znajduje się czynna nastawnia oraz odgałęzienie torów do Pilawy.
Na stacji znajdują się czynne semafory świetlne.

## Połączenia
| Przewoźnik         | Linia | Trasa                                                                |
| ------------------ | ----- | -------------------------------------------------------------------- |
| Koleje Mazowieckie | RE91  | Tłuszcz – Krusze – Legionowo Przystanek – Modlin – Nasielsk – Sierpc |